# Pustý Mlýn

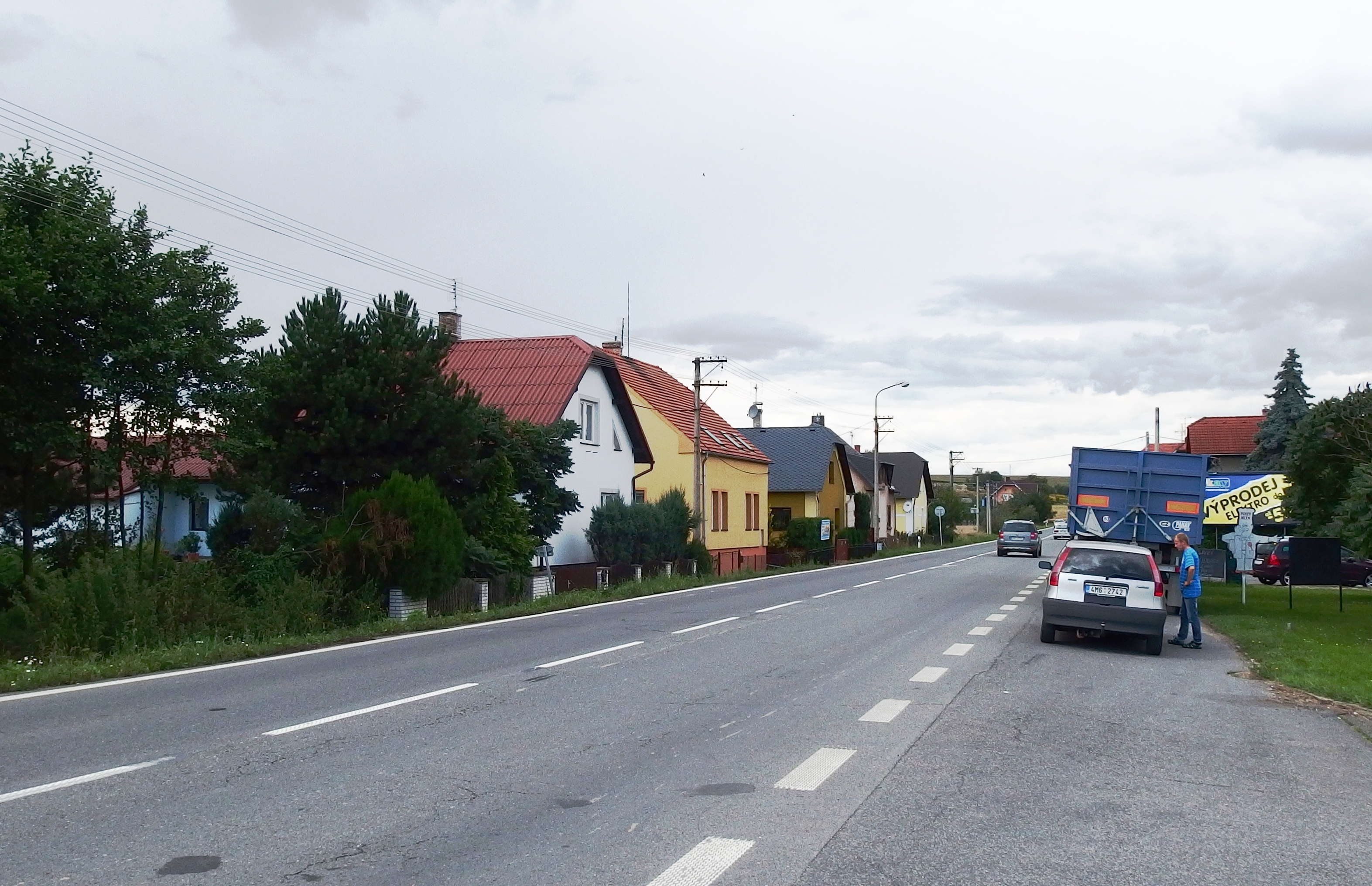
Hauptstraße

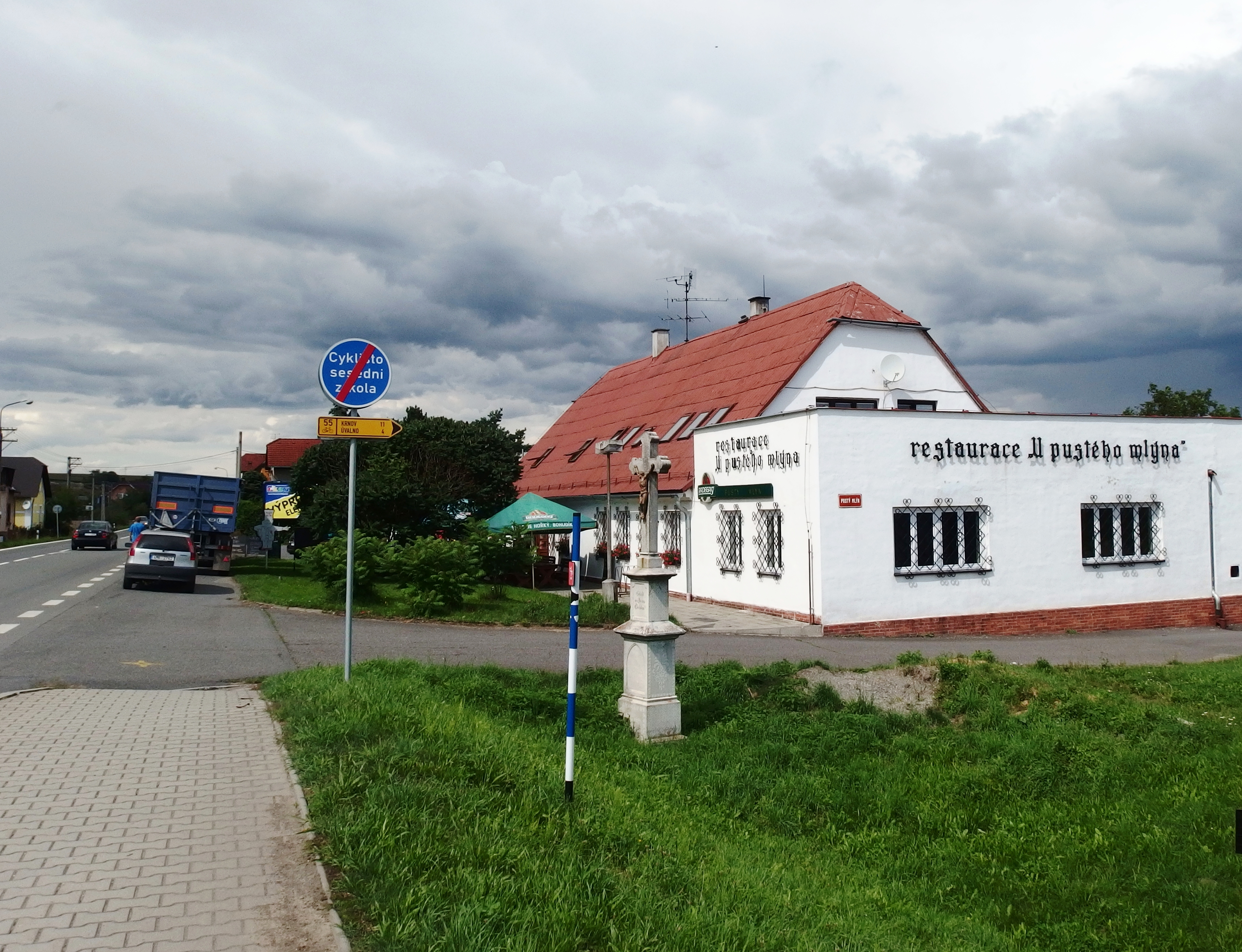
Restaurant

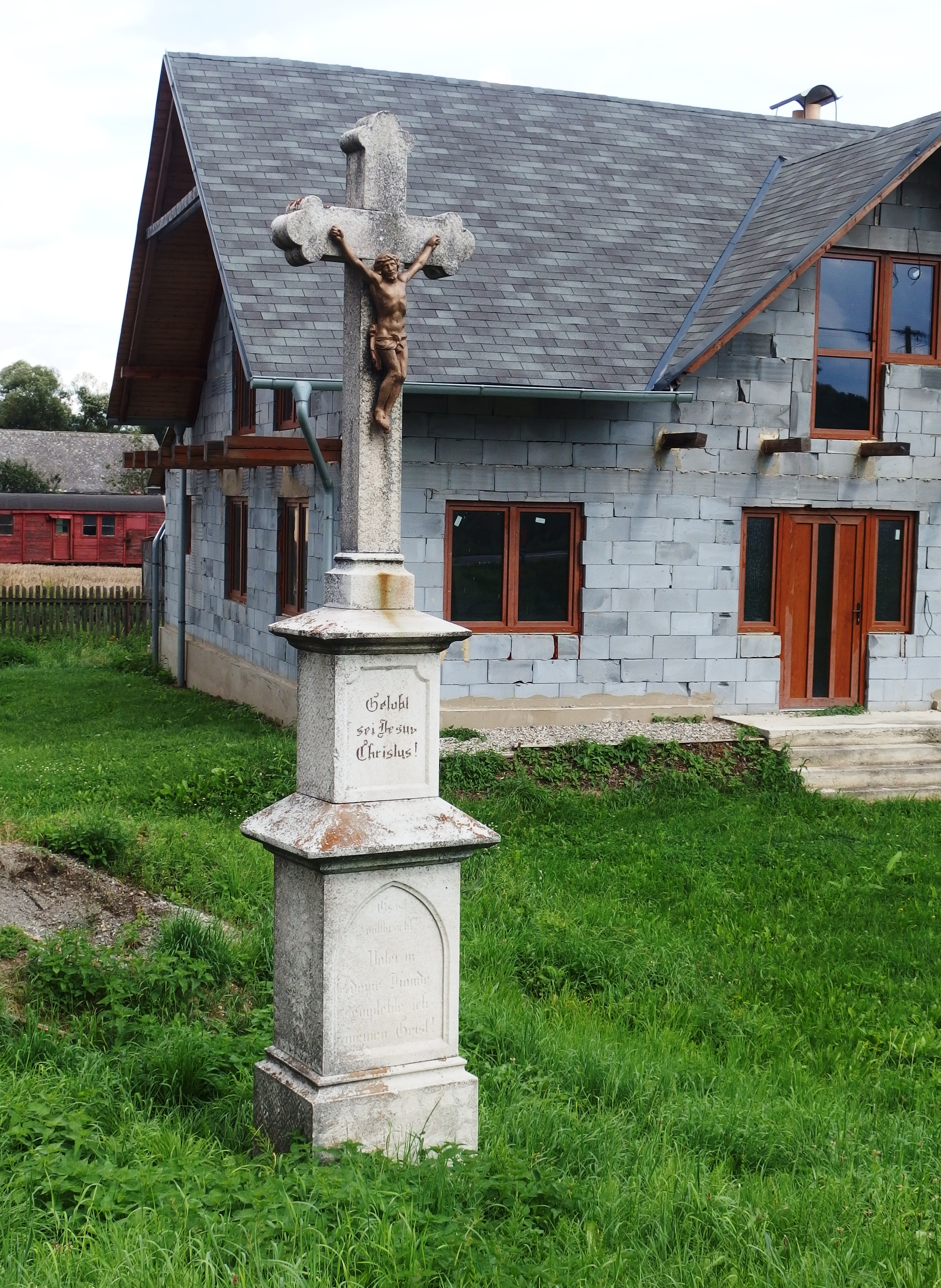
Wegkreuz

Pustý Mlýn (deutsch Wüstemühl, polnisch Pusty Młyn) ist ein Ortsteil der Gemeinde Brumovice in Tschechien. Er liegt 13 Kilometer nordwestlich von Opava (Troppau) an der Grenze zu Polen und gehört zum Okres Opava.

## Geographie
Die Kolonie Pustý Mlýn befindet sich rechtsseitig des Grenzflusses Opava (Oppa) – an der Einmündung der Čižina (Cziczina) – im Leobschützer Lößhügelland (Opavská pahorkatina/Płaskowyż Głubczycki). Südlich von Pustý Mlýn mündet die Hořina (Horzina) in die Čižina. Nordöstlich erhebt sich die Plechowa (Blechberg, 328 m n.p.m.), im Nordwesten der Benešovský vrch (Beneschofsky, 322 m. n.m.). Durch den Ort führen die Staatsstraße I/57 zwischen Krnov (Jägerndorf) und Opava sowie die Bahnstrecke Olomouc–Opava východ.
Nachbarorte sind Branice (Branitz) im Norden, Niekazanice-Kałduny (Kaldaun) und Niekazanice (Osterwitz) im Nordosten, Boboluszki (Boblowitz) im Osten, Skrochovický Mlýn (Skrochowitzer Mühle) und Skrochovice (Skrochowitz) im Südosten, Tábor (Tabor) im Süden, Brumovice (Braunsdorf) und Úblo (Aubeln) im Westen sowie Pocheň (Pochmühl), Býkov (Pickau) und Úvalno (Lobenstein) im Nordwesten.

## Geschichte
Die erste schriftliche Erwähnung einer zum Gut Lodnitz gehörigen Mahlmühle an der Čižina erfolgte 1620. Die während der Dreißigjährigen Krieges zerstörte Mühle wurde nicht wieder aufgebaut, ihre Ruine wurde im Laufe der Zeit als die Wüste-Mühl bezeichnet. Im 18. Jahrhundert errichtete der Gastwirt Johann Dittel an der von Troppau nach Jägerndorf führenden Straße ein Wirtshaus.
Im Jahre 1787 ließ der Besitzer des Gutes Lodnitz, Karl Ritter von Töpfer, an der Stelle der ehemaligen Mühle eine Kolonie gründen, die den Namen Wüste-Mühl erhielt. Volkstümlich wurde sie jedoch Patzenhäusel, Dittelei bzw. Ditelovo genannt. Töpfer verkaufte das Gut Lodnitz 1812 an Anna Maria Gräfin von Sedlnitzky. Nach dem Bau der neuen Kommerzialstraße nach Jägerndorf entwickelte sich das Wirtshaus zu einem frequentierten Ausspann für Fuhrleute, vor dem Haus wurden die Pferde der vorbeiziehenden Postwagen versorgt.
Im Jahre 1835 bestand die Kolonie Wüste-Mühl aus neun Häusern mit 50 katholischen und deutschsprachigen Einwohnern, die größtenteils von Tagelohn lebten. Pfarr- und Schulort war Neplachowitz, jedoch sahen sich die Bewohner der Kolonie eher zur Pfarrei Braunsdorf zugehörig. Die landwirtschaftliche Nutzfläche umfasste lediglich fünf Joch 1250 Quadratklafter Ackerland. Bis zur Mitte des 19. Jahrhunderts blieb Wüstemühl dem Gut Lodnitz untertänig.
Nach der Aufhebung der Patrimonialherrschaften wurde Wüstemühl von Lodnitz abgetrennt und 1849 der Gemeinde Braunsdorf im Gerichtsbezirk Jägerndorf zugeordnet. Ab 1869 gehörte Wüstemühl / Pustý Mlýn zum Bezirk Jägerndorf. Zu dieser Zeit hatte die Kolonie 49 Einwohner und bestand aus neun Häusern. Durch die Inbetriebnahme der Bahnstrecke Olmütz–Troppau im Jahre 1872 verlor der Ausspann seine Bedeutung. Im Jahre 1900 lebten in Wüstemühl 56 Personen, 1910 waren es 47. Beim Zensus von 1921 lebten in den 13 Häusern von Wüstemühl / Pustý Mlýn 62 Personen, darunter 59 Deutsche. Im Jahre 1930 bestand Wüstemühl aus 15 Häusern und hatte 53 Einwohner, darunter zwölf Tschechen. Nach dem Münchner Abkommen wurde die Siedlung 1938 dem Deutschen Reich zugesprochen und gehörte bis 1945 zum Landkreis Jägerndorf. Nach dem Ende des Zweiten Weltkrieges kam Pustý Mlýn zur Tschechoslowakei zurück, die deutschsprachige Bevölkerung wurde größtenteils vertrieben. Im Jahre 1950 hatte die Siedlung 53 Einwohner. 1961 wurde Pustý Mlýn zusammen mit der Gemeinde Brumovice in den Okres Opava umgegliedert. Im Jahre 1970 hatte Pustý Mlýn 106 Einwohner. Beim Zensus von 2011 lebten in den 24 Häusern von Pustý Mlýn 75 Personen.

## Ortsgliederung
Zu Pustý Mlýn gehört die Einschicht Brumovický Mlýn (Braunsdorfer Mühle).
Der Ortsteil ist Teil des Katastralbezirks Brumovice u Opavy.

## Sehenswürdigkeiten
- Nischenkapelle am Abzweig nach Brumovický Mlýn
- Steinernes Kreuz vor dem Gasthaus
- Naturdenkmal Úvalenské louky, naturbelassene Feuchtwiesen mit zahlreichen Seggen, nördlich von Pustý Mlýn zwischen der Bahnstrecke und der Opava